# Tobias Karlsson (dansare)
Erik Tobias Karlsson, född 15 maj 1977 i Östansjö, är en svensk/dansk professionell dansare, koreograf och dokusåpadeltagare.

## Biografi
Tobias Karlsson har dansat sedan han var 8 år och verkat som professionell dansare och koreograf i främst tiodans sedan 1999. Han har deltagit i flera säsonger av TV 4s dansprogram Let's Dance och vann den tredje säsongen tillsammans med Tina Nordström. Han har även dansat tillsammans med Arja Saijonmaa, Anna Sahlin, Elisabet Höglund, Agneta Sjödin, Tina Thörner, Camilla Henemark, Anette Norberg, Nikki Amini, Magdalena Forsberg (då hennes tidigare danspartner blivit tvungen att hoppa av pga sjukdom), Carola, Mia Parnevik och nu senast med Charlotte Kalla.
Han har totalt deltagit i 16 säsonger i Norden, i Danmarks motsvarighet, Vild med dans tillsammans med Sofie Stougaard, Zindy Laursen, Tina Lund, och Hella Joof och i Norges, Skal vi danse tillsammans med Triana Iglesias och Cecilie Skog. 

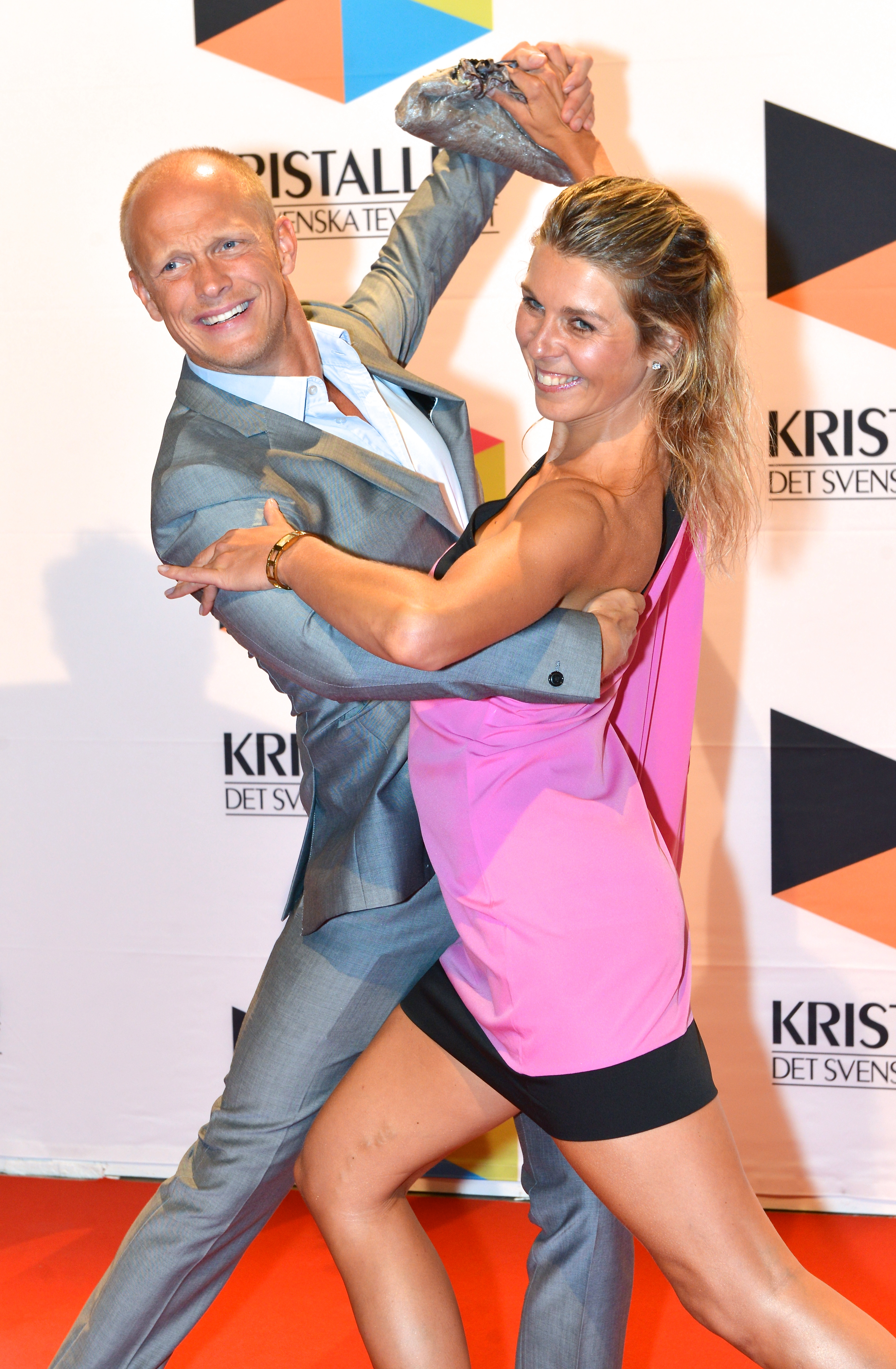
Tobias Karlsson och Maria Bild på Kristallen-galan 2013.

Under 2008 deltog Tobias Karlsson i Kanal 5:s serie So You Think You Can Dance: Scandinavia. Han har även medverkat i Fångarna på fortet i Danmark 2009 och Sverige 2010 och våren 2013. Han fungerade som domare i TV3:s Talang Sverige 2014.
Han har offentligt berättat om den mobbning han fick utstå i skolan för att han höll på med dans.
Vintern 2023 släppte han boken Hitta motivationen (Mondial) tillsammans med Magdalena Forsberg.

### Move Your Feet
År 2014 startade han, tillsammans med Carina Sundqvist och framstående tävlingsdansare, Sveriges första professionella danskompani för tiodans, Move Your Feet AB med premiär på den delvis självbiografiskt influerade produktionen En dans på rosor på nya Metropol Palais i Stockholm i september 2014. Kompaniet medverkade också i TV4:s Sommarkrysset 23 augusti 2014.